# وولف هوارد
وولف هوارد (بالإنجليزية: Wolf Howard)‏ هو مصور بريطاني، ولد في 7 أبريل 1968 في Strood ‏ في المملكة المتحدة.